# Heterochelus vansoni
Heterochelus vansoni är en skalbaggsart som beskrevs av Kulzer 1960. Heterochelus vansoni ingår i släktet Heterochelus och familjen Melolonthidae. Inga underarter finns listade i Catalogue of Life.